# Эргашев, Саид
Саиджон Эргашев (тадж. Саидҷон Эргашев, 12 декабря 1988, Таджикская ССР, СССР) — таджикский футболист, выступающий на позиции защитника.

## Карьера
Воспитанник футбольного клуба «Регар-ТадАЗ», дебютировал во взрослой команде в 2005 году. В 2007—2008 годах во время военной службы играл в команде «ЦСКА-Памир» (Душанбе), затем вернулся в «Регар». В составе «Регара» — трёхкратный чемпион Таджикистана[уточнить], трёхкратный обладатель Кубка Таджикистана[уточнить], обладатель Кубка президента АФК (2009).
По состоянию на 2013 год выступал за «Парвоз». В 2014—2016 годах снова играл за «Регар». В первой половине 2017 года играл за «Хулбук», откуда летом 2017 года вернулся в «Регар».
В сборной Таджикистана сыграл два матча — 22 августа 2007 года против Азербайджана и 26 июня 2010 года против Китая.